# Morti nel 1487
| Questa pagina contiene informazioni ricavate automaticamente dalle voci biografiche con l'ausilio del template Bio e di un bot. L'aggiornamento è periodico e automatico e ricostruisce completamente la pagina. Se manca una persona in questa lista, sei pregato di non aggiungerla, ma accertati piuttosto che la sua voce biografica contenga il template Bio e che i dati anagrafici siano correttamente compilati. Se il template Bio manca, inseriscilo tu stesso o, in alternativa, metti l'avviso {{tmp\|Bio}} che ne segnala la mancanza. Se i dati riportati sono sbagliati, correggi direttamente la voce biografica; le modifiche saranno visibili in questa lista entro pochi giorni. Per chiarimenti vedi il progetto biografie. La lista contiene solo le 40 persone che sono citate nell'enciclopedia e per le quali è stato implementato correttamente il template Bio. Pagina aggiornata al 10 mag 2025. |

- 11 gennaio - Bernardo Scammacca, religioso italiano (n. 1430)
- 30 gennaio - Ishak Pascià, generale albanese
- 21 marzo - Nicola di Flüe, magistrato, politico e santo svizzero (n. 1417)
- 12 aprile - Rodolfo di Hochberg, nobile svizzero (n. 1427)
- 11 maggio - Francesco Coppola, armatore italiano (n. 1420)
- 17 maggio - Diomede I Carafa, politico italiano
- 27 maggio - Tilokaraj, sovrano (n. 1409)
- 30 maggio - Michele di Vieri, poeta italiano (n. 1469)
- 16 giugno - John de la Pole, I conte di Lincoln, conte (n. 1462)
- 16 giugno - Martin Schwartz, condottiero tedesco
- 25 giugno - Giacomo Oddi, scrittore italiano
- 26 giugno - Giovanni Argiropulo, umanista, scrittore e traduttore bizantino
- 8 luglio - Paolo Antonio Trotti, nobile e diplomatico italiano
- 15 luglio - Branda Castiglioni, vescovo cattolico italiano (n. 1415)
- 16 luglio - Carlotta di Cipro, principessa (n. 1444)
- 10 agosto - Gianfrancesco Mauruzzi, condottiero italiano
- 10 agosto - Roberto Sanseverino d'Aragona, nobile e condottiero italiano (n. 1418)
- 23 agosto - Maria di Clèves, duchessa (n. 1426)
- 9 settembre - Chenghua, imperatore cinese (n. 1447)
- 14 settembre - Mara Branković, principessa serba (n. 1420)
- 19 settembre - Antonia Dal Verme, nobile italiana
- 21 ottobre - Gian Luigi di Savoia, vescovo cattolico (n. 1447)
- 22 ottobre - Antonio Bettini, religioso, scrittore e diplomatico italiano (n. 1396)
- Baccio Baldini, incisore italiano (n. 1436)
- Gilbert Banester, compositore inglese (n. 1445)
- Panfilo Castaldi, medico italiano
- Luigi di Challant, nobile italiano (n. 1454)
- Silvestro Daziari, vescovo cattolico e umanista italiano
- Piero Del Tovaglia, nobile e mercante italiano
- Cacha Duchicela, sovrano
- Pier Luigi Farnese Seniore, condottiero italiano (n. 1435)
- William FitzAlan, XVI conte di Arundel, nobile inglese (n. 1417)
- Giorgio Gonzaga, nobile italiano (n. 1410)
- John Hothby, compositore e teorico della musica inglese
- Guido Papa, giurista francese (n. 1402)
- Antonello Petrucci, nobile
- Pagno di Lapo Portigiani, scultore italiano (n. 1408)
- Johannes de Stokem, compositore fiammingo
- Tlacaelel, nobile azteco (n. 1397)
- Jacopo Vagnucci, vescovo cattolico italiano (n. 1416)